# Ricerca del lavoro
La ricerca del lavoro consiste nel tentativo di trovare un'occupazione nel mercato del lavoro, che permetta di uscire dallo stato di disoccupazione o di cambiare la propria precedente occupazione con una diversa o migliore.
L'obiettivo immediato di chi svolge una ricerca di lavoro consiste, naturalmente, nell'ottenere un colloquio col potenziale datore di lavoro (recruiting), o nell'ammissione a un concorso laddove se ne abbiano i titoli richiesti.
Le modifiche legislative introdotte a partire dal 1997 in poi, anno in cui è iniziato la riforma del collocamento pubblico, hanno avuto come obiettivo primario quello di favorire l'incrocio domanda/offerta affinché chi necessitasse di specifiche figure professionali potesse reperirle in maniera specifica e mirata, e viceversa chi volesse offrirsi sul mercato del lavoro potesse presentarsi della maniera migliore alle aziende.
Nel 2011 si stima che il 50% dei lavoratori hanno trovato lavoro grazie al web.

## Modalità
Esistono due tipi di ricerca del lavoro, la prima è la ricerca attiva con la quale si ricerca il lavoro tramite auto candidatura e in cui c'è una ricerca più attenta e accurata del lavoro. La seconda è quella passiva con la quale si ricerca il lavoro tramite annunci o inserzioni e di solito da meno risultati rispetto a quella attiva. Questo tipo viene scelto anche dalle imprese in quanto rappresenta una provvista ciclica.

## Tecniche
Alcune tecniche più diffuse per la ricerca del lavoro sono il curriculum, il mailing, l'autocandidatura, gli annunci di lavoro su giornali specializzati, le banche dati, il pubblico impiego e la creazione d'impresa. Altri metodi sono il Centro per l'impiego, la Borsa continua nazionale del lavoro, grazie ad alcune agenzie oppure tramite amici, conoscenti o parenti. Negli ultimi anni si è ampiamente sviluppata anche una ricerca via internet, grazie ai social network (es. Linkedin), blog, portali web e motori di ricerca del lavoro, fiere virtuali ed altri metodi.